# Cruz Verde, Atoyac
Cruz Verde är en ort i Mexiko.   Den ligger i kommunen Atoyac och delstaten Veracruz, i den sydöstra delen av landet, 250 km öster om huvudstaden Mexico City. Cruz Verde ligger 501 meter över havet och antalet invånare är 111.
Terrängen runt Cruz Verde är kuperad norrut, men söderut är den platt. Runt Cruz Verde är det ganska tätbefolkat, med 222 invånare per kvadratkilometer. Närmaste större samhälle är Córdoba, 15,1 km väster om Cruz Verde. Trakten runt Cruz Verde består till största delen av jordbruksmark.